# Guy Nsangué Akwa
Guy Nsangué Akwa (* in Douala, Kamerun) ist ein Jazz-Bassist aus Kamerun.

## Leben und Werk
Akwa wuchs in Kamerun auf, wo er zunächst Gitarre lernte, sich dann aber dem Bass-Spiel zuwandte. Seine erste Gruppe gründete er mit Richard Bona und Étienne M'Bappé, die sowohl afrikanische Musik als auch Jazz spielten.
In den 1980er-Jahren ging Akwa nach Paris, wo er mit verschiedenen afrikanischen Stars wie Papa Wemba, Mory Kanté, Oumou Sangaré und der Zouk-Band Kassav von den Französischen Antillen arbeitete.
Akwa arbeitet seit 1991 mit Jean-Luc Ponty zusammen, zunächst auf dem Album Tchokola, danach begleitete er ihn auf seinen Tourneen und bei weiteren Aufnahmen, so bei The Acatama Experience (2007).